# エジケ・ウゾエニ
エジケ・ウゾエニ（Ejike Uzoenyi 、1988年3月23日 - ）は、ナイジェリア・アバ出身のプロサッカー選手。OFKチトーグラード所属。元サッカーナイジェリア代表。ポジションはMF。

## 経歴

### クラブ
エニンバでプロデビュー。2013年にはレンタルでスタッド・レンヌに在籍した。
2014年2月20日、南アフリカのマメロディ・サンダウンズFCに移籍。6月まではレンタルの形でエヌグ・レンジャーズに留まった。
2017年2月15日、ビドヴェスト・ウィッツFCに移籍。
2017年12月、アヤックス・ケープタウンFCに移籍。
2020年2月28日、FKズヴィイェズダ09に加入。
2020年7月、OFKチトーグラードに移籍。

### 代表
2012年にナイジェリア代表デビュー。翌年、アフリカネイションズカップ2013に参加した。
アフリカネイションズチャンピオンシップ2014では大会MVPを獲得した。
2014 FIFAワールドカップでは大会直前の親善試合で負傷したエルダーソン・エチエジレに代わりメンバーに登録された。

## 代表歴

### 出場大会
- ナイジェリア代表
  - 2014 FIFAワールドカップ

### 試合数
- 国際Aマッチ 22試合 3得点（2012年-2014年）[16]

| ナイジェリア代表 | 国際Aマッチ | 国際Aマッチ |
| 年               | 出場        | 得点        |
| ---------------- | ----------- | ----------- |
| 2012             | 11          | 0           |
| 2013             | 2           | 0           |
| 2014             | 9           | 3           |
| 通算             | 22          | 3           |

## タイトル
ナイジェリア代表
- アフリカネイションズカップ: 2013